# Джергинский заповедник
Госуда́рственный приро́дный запове́дник «Джерги́нский» — заповедник в Курумканском районе Бурятии.
Основан в 1992 году на базе существовавшего с 1974 года государственного комплексного заказника «Джергинский». Центральная усадьба находится в посёлке Майский в 40 км от южных границ заповедника.

## География
Расположен в верховьях реки Баргузин на стыке трёх крупных горных массивов — Баргузинского, Икатского и Южно-Муйского хребтов. Занимает Амутскую котловину с прилегающими склонами хребтов до их водоразделов на севере и востоке. На юге граница проходит по долине реки Сея, на западе — по левому берегу Баргузина.
Площадь заповедника составляет 238 088 га; из них пространства, занятые водой, — 894 га. Вокруг заповедника создана охранная зона шириной 2 км, общей площадью около 7,5 млн га. Вследствие горного рельефа и малодоступности, территория заповедника мало пострадала от деятельности человека.

## Климат
Климат характеризуется резкой континентальностью, суровостью и засушливостью. Продолжительность безморозного периода составляет в среднем 83 дня.

## Флора и фауна
В лесном поясе преобладают лиственничные леса. На данный момент в заповеднике выявлено более 650 видов сосудистых растений, 29 видов редких и эндемичных растений, отмечен 201 вид позвоночных животных: рыб — 6 видов, земноводных — 3, пресмыкающихся — 4, птиц — 145, млекопитающих — 43. В заповеднике обитают лось, кабарга, изюбрь, кабан, сибирская косуля, редко — северный олень.

## Галерея
- Баргузинский хребет
- Река Баргузин в Амутской котловине
- Река Баргузин, пороги Анкоконского прорыва